# Военно-морские силы Габона
Военно-морские силы Габона (фр. Marine Nationale du Gabon) — военно-морское отделение Вооружённых сил Габона. Флот управляет несколькими быстроходными ударными и патрульными судами для обеспечения безопасности вдоль своей береговой линии протяжённостью 800 км (500 миль).

## Обзор

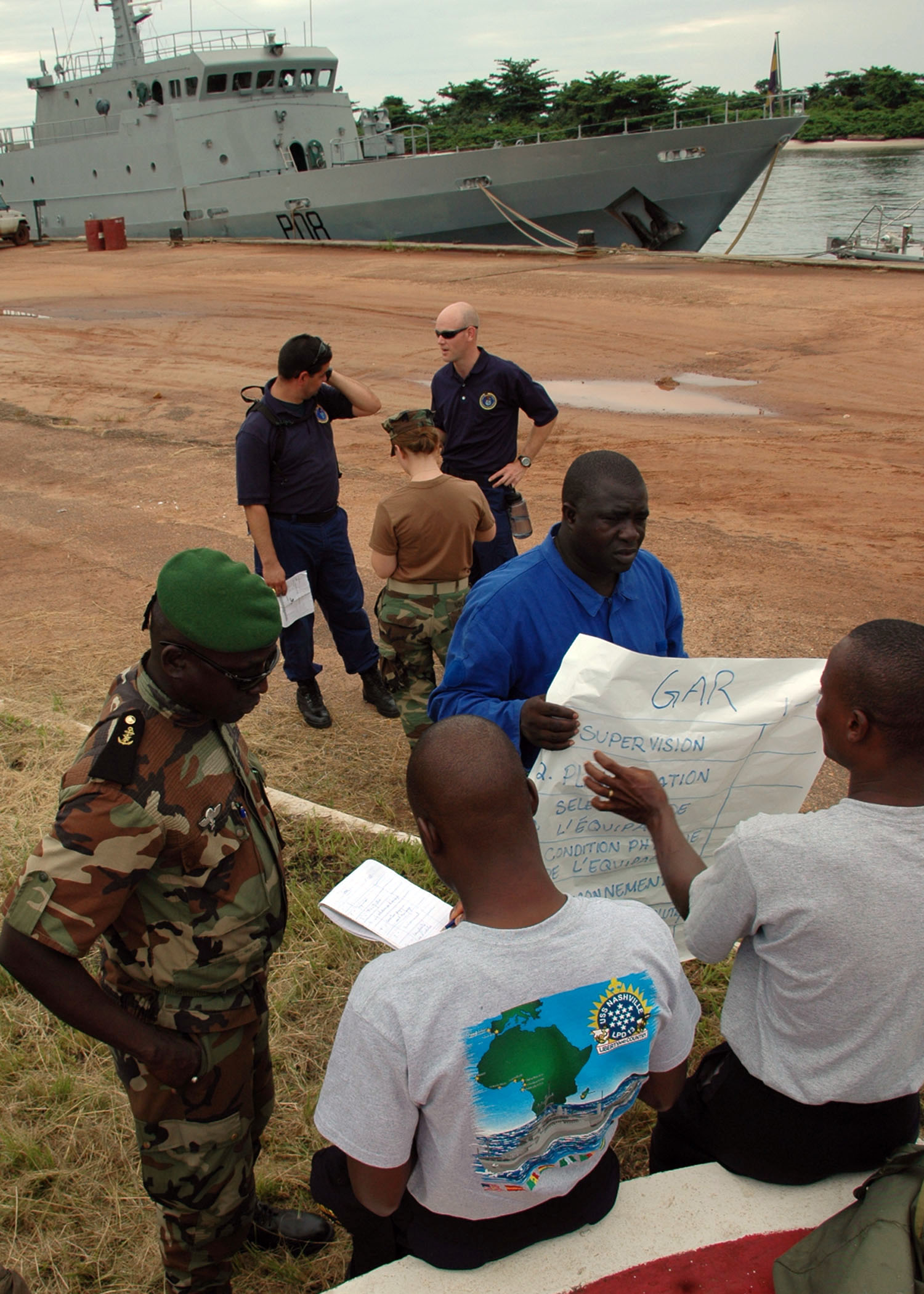
Моряки Габонского военно-морского флота (на переднем плане) с береговой охраной США в 2009 году. На заднем плане Colonel Djoue Dabany (P08), патрульное судно класса Р400.

Созданные 16 декабря 1960 года ВМС Габона должны контролировать прибрежные воды Габона (800 км (500 миль) вдоль побережья). В 1983 году флот стал независимым от армии Габона. Штаб-квартира флота находится в Либревиле, а две военно-морские базы — в Порт-Жантиле и Маюмбе.
Главный порт страны находится в Либревиле, и Габон претендует на ограничение территориальных вод в 12 морских миль (22 км; 14 миль) и исключительную экономическую зону (ИЭЗ) в 200 морских миль (370 км; 230 миль). Тем не менее, юрисдикция над исключительной экономической зоной находится в постоянном движении, поскольку пределы её не были определены, и она совпадает с Аннобоном, который принадлежит Экваториальной Гвинее.
Подразделение морской пехоты Compagnie de Fusiliers Marins (COFUSMA) было создано в 1984 году.

## Список кораблей ВМС Габона

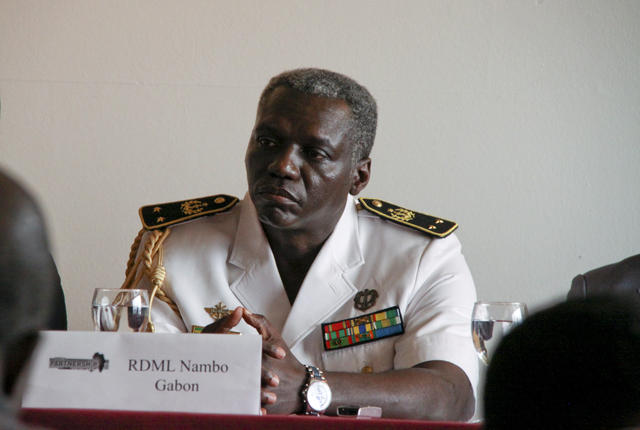
Вице-адмирал Эрве Намбо, начальник штаба Габонского национального флота.

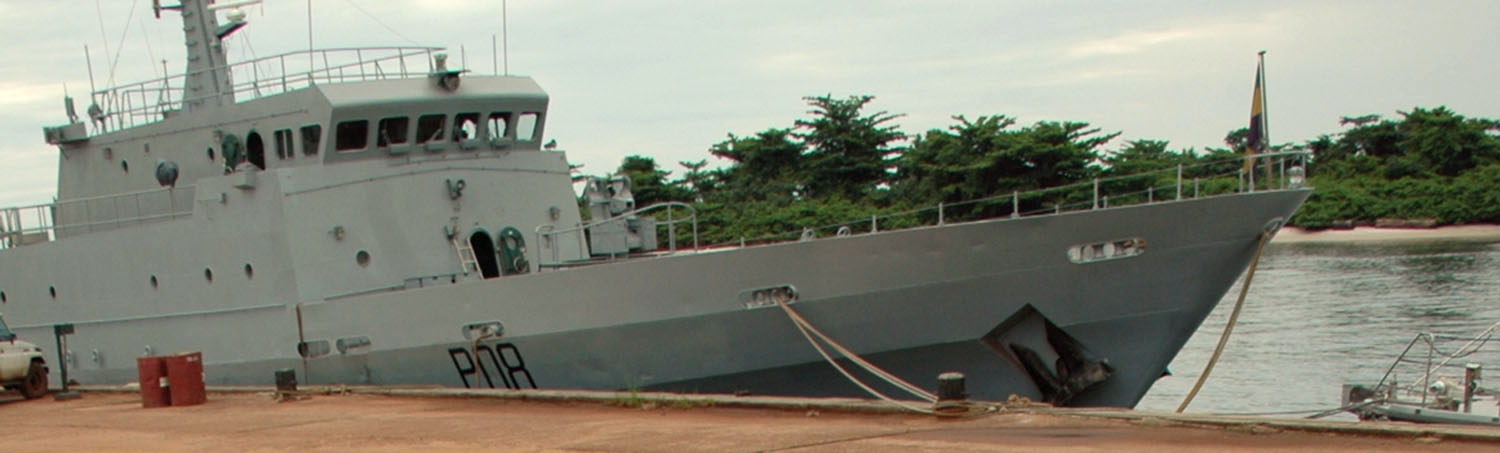
Патрульное судно Colonel Djoué Dabany в 2009 году в Порт-Жентиле.

ВМС Габона в основном используют быстроходные ударные и патрульные суда для наблюдения за своими прибрежными водами.
- Général d'Armée Ba-Oumar, патрульное судно класса Р400[англ.]
- Colonel Djoue-Dabany, патрульное судно класса Р400
- General Nazaire Boulingui, быстроходный штурмовик, принятый на вооружение в 1978 году
- President El Hadj Omar Bongo, десантный корабль типа BATRAL

Также заказаны два патрульных корабля Kership французской постройки.